# Orawica

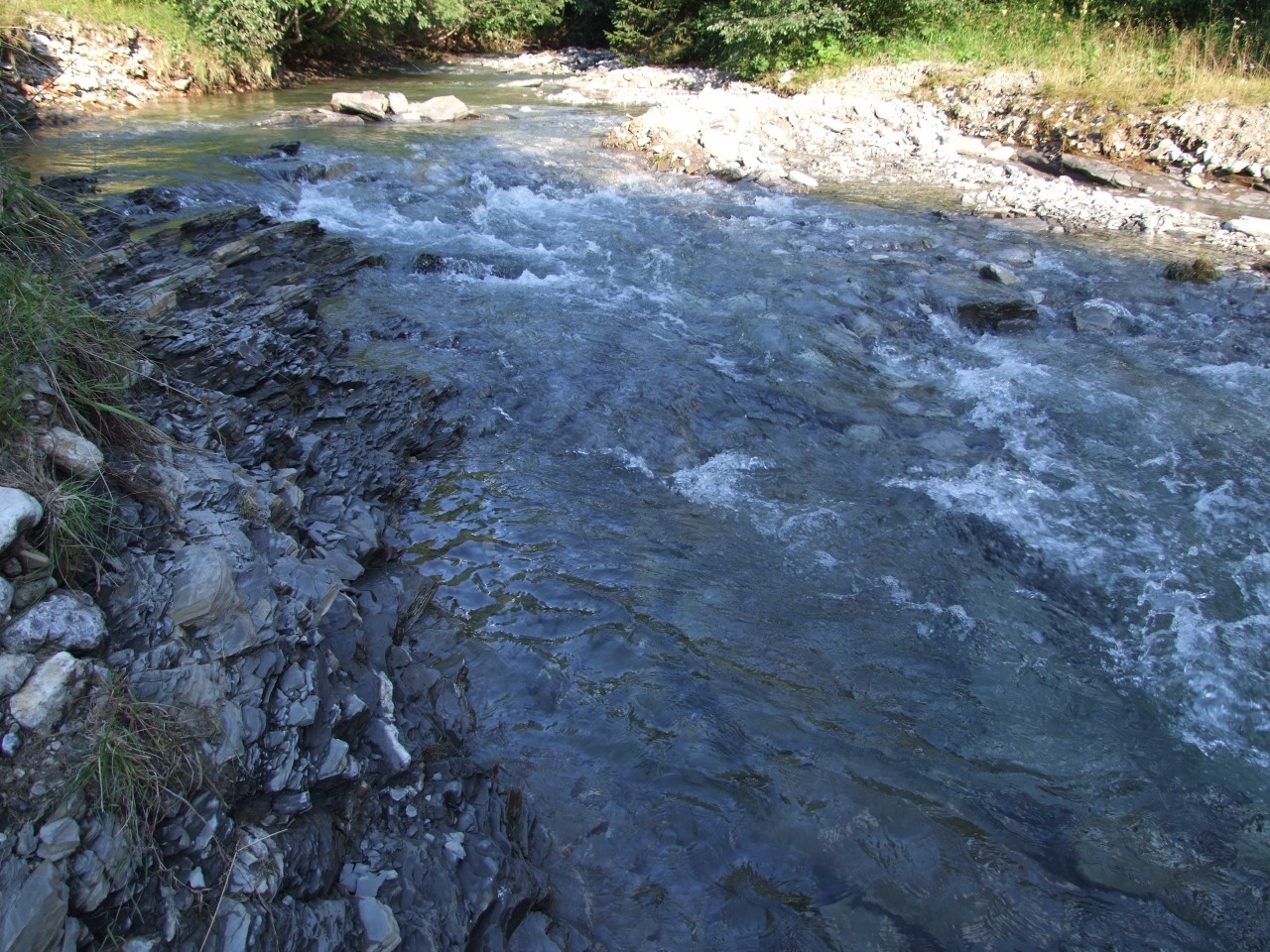
Orawica przy Szatanowej Polanie i odsłonięcia fliszu karpackiego

Orawica (słow. Oravica) – rzeka na Słowacji, lewobrzeżny dopływ Orawy. Według geografów polskich powstaje na wysokości ok. 834 m n.p.m. na granicy Doliny Cichej Orawskiej i Kotliny Orawickiej przy Szatanowej Polanie z połączenia dwóch potoków: Cichej Wody Orawskiej i Juraniowego Potoku. Natomiast geografowie słowaccy nie wydzielają Cichej Wody Orawskiej jako osobnego potoku, traktując go jako część Orawicy – ich zdaniem Orawica ma swoje źródła na wysokości ok. 950 m n.p.m. na polskiej polanie Molkówka.
Orawica płynie Kotliną Orawicką do Orawic w ogólnym północno-zachodnim kierunku na granicy dwóch regionów geograficznych Tatr Zachodnich i Pogórza Spisko-Gubałowskiego, z obu tych regionów zbierając wodę. W Orawicach, tuż poniżej kąpieliska termalnego, na wysokości około 790 m n.p.m. łączy się ze spływającym z Tatr potokiem Bystra. Tutaj też spuszczane są do niej ciepłe wody odpadowe z kąpieliska termalnego. Następnie płynie Doliną Orawicką w północnym kierunku przez Witanową, gdzie zmienia kierunek na zachodni, później przepływa przez Trzcianę, gdzie skręca w kierunku południowo-zachodnim i na wysokości 567 m w okolicach Twardoszyna uchodzi do Orawy.
Górna jej część (do Orawic) ma bardzo czystą wodę, płynie bowiem przez niezamieszkane obszary, a południowa część dopływów znajduje się na obszarze parku narodowego (TANAP). W korycie obserwować tu można liczne odsłonięcia fliszu karpackiego. Po prawej stronie tej części jej koryta biegnie dobra droga (zakaz wjazdu pojazdów) i szlak turystyczny przekraczający Orawicę przy Szatanowej Polanie.